# 前川伸二
前川 伸二（まえかわ しんじ、 - ）は、日本の実業家。新日本空調取締役（前社長）。

## 人物
北海道出身。1983年、東京理科大学理工学部物理学科卒業、新日本空調入社。入社当初は特機部に配属され、その後リニューアル部門に異動。夏井博史会長は「全社最適な知見を持つ」と評す。座右の銘は「誠を尽くせば道は開ける」。

## 略歴
- 1983年
  - 3月 - 東京理科大学理工学部物理学科卒業
  - 4月 - 新日本空調入社
- 2018年4月 - 同社執行役員首都圏事業本部関東支店長
- 2019年4月 - 同社上席執行役員首都圏事業本部リニューアル事業部長
- 2020年6月 - 同社取締役上席執行役員首都圏事業本部リニューアル事業部長
- 2021年
  - 4月 - 同社取締役上席執行役員経営企画担当
  - 6月 - 同社代表取締役社長兼経営企画担当
- 2024年
  - 4月　同社取締役